# Брлог (Оточаць)
44°56′ пн. ш. 15°08′ сх. д. / 44.94° пн. ш. 15.13° сх. д.
Брлог (хорв. Brlog) — населений пункт у Хорватії, у Лицько-Сенській жупанії у складі міста Оточаць.

## Населення
Населення за даними перепису 2011 року становило 279 осіб.
Динаміка чисельності населення поселення:

## Клімат
Середня річна температура становить 9,25 °C, середня максимальна – 22,98 °C, а середня мінімальна – -6,72 °C. Середня річна кількість опадів – 1347 мм.
| Клімат поселення                              | Клімат поселення | Клімат поселення | Клімат поселення | Клімат поселення | Клімат поселення | Клімат поселення | Клімат поселення | Клімат поселення | Клімат поселення | Клімат поселення | Клімат поселення | Клімат поселення | Клімат поселення |
| Показник                                      | Січ.             | Лют.             | Бер.             | Квіт.            | Трав.            | Черв.            | Лип.             | Серп.            | Вер.             | Жовт.            | Лист.            | Груд.            |                  |
| Середній максимум, °C                         | 5,46             | 7,32             | 10,89            | 15,00            | 19,29            | 22,85            | 22,98            | 22,78            | 18,63            | 13,95            | 8,64             | 4,42             |                  |
| Середня температура, °C                       | −0,63            | 1,22             | 4,80             | 8,90             | 13,22            | 16,76            | 18,88            | 18,67            | 14,52            | 9,84             | 4,53             | 0,32             |                  |
| Середній мінімум, °C                          | −6,72            | −4,87            | −1,29            | 2,80             | 7,10             | 10,67            | 14,75            | 14,56            | 10,42            | 5,73             | 0,42             | −3,79            |                  |
| Норма опадів, мм                              | 94               | 93               | 99               | 111              | 100              | 104              | 72               | 89               | 134              | 156              | 166              | 129              |                  |
| Середньомісячна швидкість вітру, м/с          | 2.31             | 2.44             | 2.65             | 2.54             | 2.34             | 2.18             | 2.13             | 2.08             | 2.13             | 2.26             | 2.53             | 2.53             |                  |
| Середньомісячна сонячна радіація, кДж/м²·день | 4289             | 7014             | 10415            | 14944            | 19169            | 20857            | 22570            | 19389            | 14179            | 8993             | 4730             | 3584             |                  |
| --------------------------------------------- | ---------------- | ---------------- | ---------------- | ---------------- | ---------------- | ---------------- | ---------------- | ---------------- | ---------------- | ---------------- | ---------------- | ---------------- | ---------------- |
| Джерело:                                      |                  |                  |                  |                  |                  |                  |                  |                  |                  |                  |                  |                  |                  |